# Dolgelin
Dolgelin ist ein Ort im Landkreis Märkisch-Oderland in Brandenburg und ist seit dem 26. Oktober 2003 ein Ortsteil der Gemeinde Lindendorf. Zusammengeschlossen mit weiteren Gemeinden werden die Amtsgeschäfte durch das Amt Seelow-Land getätigt. Die Größe der Ortsteilgemarkung beträgt 1439 ha. In Dolgelin befand sich der geografische Mittelpunkt des Freistaates Preußen.

## Geschichte
Dolgelin ist eines der ältesten Höhendörfer am Westrand des Oderbruches. Grabungen seit dem Jahre 2000 brachten Besiedlungsspuren aus der Bronze- und Eisenzeit ans Tageslicht.
Der Name deutet auf einen slawischen Ursprung hin. Dolhi sowie dolgo und len bedeuten lang und Flachs.
Ebenfalls belegen Bodenfunde am nordwestlichen Dorfrand die Anwesenheit von Slawen.
Als Angerdorf erhielt es im 13. Jahrhundert eine Feldsteinkirche. 1321 wurde Dolgelin erstmals urkundlich erwähnt. Großen Einfluss auf die Geschicke des Ortes hatten Ritter des Templerordens, die im Nachbarort Lietzen eine Komturei besaßen. Im Mittelalter gehörte ein Gut auf der Feldmark des Ortes zum Besitz des Zisterzienserinnen-Klosters Friedland. Von 1450 bis 1482 war das Dorf im Besitz derer von Pfuel. Dolgelin wurde während der Schlacht um die Seelower Höhen im April 1945 stark verwüstet, die Kirche blieb Ruine, der Kirchturm wurde 1965 gesprengt; für den Wiederaufbau der Kirche setzt sich ein Förderverein ein. In den Jahren 2018/2019 wurde die Ruine mit einem Dach versehen, das sehr der ursprünglichen Form nahe kommt. So kann das Gebäude wieder genutzt werden. Seit 1997 hat Dolgelin ein eigenes Gemeindehaus.

### Einwohnerentwicklung
| Jahr          | 1734 | 1875 | 1890 | 1910 | 1925 | 1933 | 1946 | 1993 | 2000 | 2006 |
| Einwohnerzahl | 319  | 888  | 818  | 823  | 838  | 795  | 846  | 546  | 531  | 517  |

## Wirtschaft und Infrastruktur
Der Ortsteil Dolgelin liegt unmittelbar an der Bundesstraße 167 und verfügte über einen eigenen Bahnhof. 1881 erhielt Dolgelin mit der Bahnstation Anschluss an die Bahnstrecke Eberswalde–Frankfurt (Oder). Der Bahnhof wird seit 1994 nicht mehr bedient.
Ebenfalls war der Ort an die Bahnstrecke Fürstenwalde–Wriezen, einen Teil der Oderbruchbahn, angebunden. Die offizielle Abschlussfahrt zwischen Dolgelin und Wriezen fand am 23. September 1966 statt.

### Bildung
Im Ort befindet sich eine Grundschule sowie der Kindergarten Kita Dolgeliner Zwerge.

## Sehenswürdigkeiten und Kultur
- Die Kirchenruine Dolgelin steht mit ihren mittelalterlichen Putzritzzeichnungen auf der brandenburgischen Denkmalliste. Im Jahr 2018 begannen Baumaßnahmen, durch welche die im 2. Weltkrieg zerbombte Kirche wieder instand gesetzt werden soll.[6][7]
- Der ehemalige Bahnhof, obwohl nicht mehr benutzt, und die dazugehörigen Gebäude sind nach wie vor erhalten. Direkt daneben befindet sich die örtliche Schäferei. Der neue Spielplatz entstand auf dem einstigen Gelände der Umspannstation. Der Name „Umspannstation Dolgelin“ blieb erhalten.
- Der handwerkliche Weihnachtsmarkt in Dolgelin erfreut sich seit einigen Jahren immer größerer Beliebtheit. Bekannte Größen wie Michi Beck von der Band Die Fantastischen Vier waren hier zu Besuch.
- In den „Dolgeliner Bergen“ findet jährlich die Adonisröschenwanderung statt, bei der man sich in langen und kurzen Touren die Adonisröschen im Naturschutzgebiet anschauen kann.

## Persönlichkeiten

### Söhne und Töchter der Gemeinde
- Willy Lange (1921–1993), Komponist[8]